# Saxebo håla
Saxebo håla är en sjö i Hylte kommun i Halland och ingår i Fylleåns huvudavrinningsområde. Sjön har en area på 0,182 kvadratkilometer och ligger 148,2 meter över havet.

## Delavrinningsområde
Saxebo håla ingår i det delavrinningsområde (630172-134547) som SMHI kallar för KarQ-punkt. Medelhöjden är 157 meter över havet och ytan är 24,93 kvadratkilometer. Räknas de 15 avrinningsområdena uppströms in blir den ackumulerade arean 76,12 kvadratkilometer. Avrinningsområdets utflöde Fylleån mynnar i havet. Avrinningsområdet består mestadels av skog (62 %) och sankmarker (19 %). Avrinningsområdet har 2,11 kvadratkilometer vattenytor vilket ger det en sjöprocent på 8,4 %.